# 木花知流比売
木花知流比売（コノハナチルヒメ）は、日本神話に登場する女神。

## 概要
『古事記』に登場する国津神で、名称や系譜以外特に事績に関する記述はなく、『日本書紀』に記述はない。粟鹿神社の書物『粟鹿大明神元記』では木花知利比売（コノハナチリヒメ）と表記されている。
大山津見神は木花之佐久夜毘売・石長比売・神大市比売・手名椎・足名椎などの神をもうけており、木花知流比売もその一柱である。八島士奴美神の妃となった。
「木花」は「桜の花」、「知流」は「散る」と解し、名義は「桜の花が散ること」で、この性格は子の布波能母遅久奴須奴神にも受け継がれていると考えられる。

## 系譜

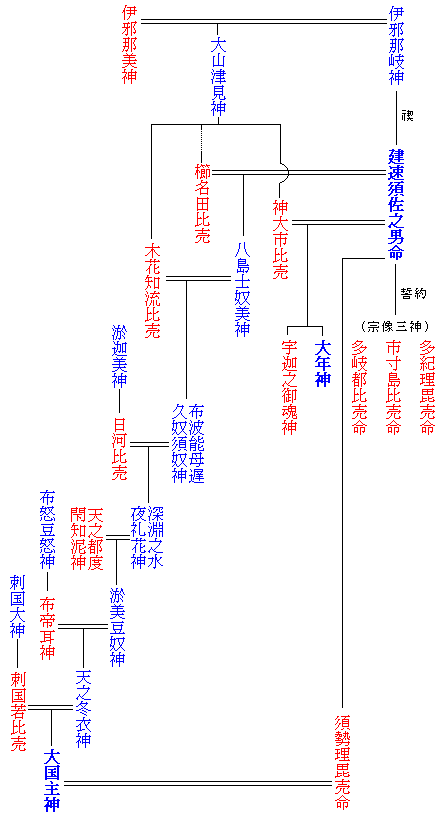
須佐之男命から大国主神までの系図（『古事記』による）。青は男神、赤は女神

大山津見神の娘の一人で、須佐之男命が大山津見神の孫の櫛名田比売命を娶って産んだ神八島士奴美神との間に、布波能母遅久奴須奴神を産んでいる。

## その他
新潟県新潟市北区の海辺の森には木花知流姫と名づけられた桜がある。